# Ынталы (Карагандинская область)
Ынталы (каз. Ынталы) — село в Каркаралинском районе Карагандинской области Казахстана. Административный центр и единственный населённый пункт Ынталинского сельского округа. Код КАТО — 354889100.

## Население
В 1999 году население села составляло 1106 человек (542 мужчины и 564 женщины). По данным переписи 2009 года, в селе проживал 801 человек (412 мужчин и 389 женщин).